# Загоре
Загоре (болг. Загоре, также Загорие, Загора или Загория) ― историческая область в современной Болгарии. Именование имеет славянское происхождение и буквально означает «за [то есть к югу] [Балканскими] горами». Впервые упоминается в греческих источниках как Ζαγόρια (в старославянском ― Загорїа), когда регион, бывший под властью Византийской империи, отошёл Болгарии во время правления хана Тервеля в начале по Византийско-болгарскому договору 716 года. Исходя из этого контекста, Загоре можно определить как область на северо-востоке Фракии.
Во время Второго Болгарского царства этот регион также упоминается в Дубровницкой хартии царя Ивана Асеня II после 1230 года, согласно которой рагузанским купцам даровалось право торговать на болгарских землях, среди которых было и «всё Загоре» (пѡ всемѹ Загѡриѹ).
В венецианских документах XIV века Загора упоминается как синоним Болгарии (например, partes del Zagora, subditas Dobrotice в документе от 14 февраля 1384 года). Точно так же более поздние рагузанские источники регулярно свидетельствуют об активном ввозе высококачественного загорского воска (cera zagora, по-разному пишется zachori, zaura, zachorj, zacora) из Болгарии, часто закупаемого в Софии.
Сегодня название региона отражается в таких топонимах, как Стара Загора («Старая Загора», крупный город на северо-востоке Фракии, столица Старазагорской области) и Нова Загора («Новая Загора», город в Сливенской области ). Пляж Загоре на острове Ливингстон архипелага Южных Шетландских островов в Антарктиде также был назван в честь региона Болгарской комиссией по антарктическим именованиям.